# Kąty Wrocławskie
Kąty Wrocławskie [kˈɔ̃tɨ vrɔtswˈafskiɛ], tyska: Kanth, före 1930 stavat Canth, är en stad i sydvästra Polen, belägen i distriktet Powiat wrocławski i Nedre Schlesiens vojvodskap, 24 kilometer sydväst om centrala Wrocław. Tätorten hade 6 509 invånare i juni 2014 och är centralort i en stads- och landskommun med totalt 22 458 invånare samma år.

## Geografi
Staden är belägen i sydvästra utkanten av Wrocławs storstadsområde, mellan floderna Bystrzyca och Strzegomka.

## Kommunikationer
Kąty Wrocławskie ligger vid europavägen E40, genom Polen skyltad som motorvägen A4.
Stadens järnvägsstation ligger på linjen Wrocław – Świebodzice – Wałbrzych och trafikeras av regionaltåg mot Wrocław och Jelenia Góra.